# Айвер (станція)
51°30′32″ пн. ш. 0°30′25″ зх. д. / 51.509° пн. ш. 0.507° зх. д.
Айвер (англ. Iver) — залізнична станція у Айвері, Бакінгемшир, Англія. Розташована за 23.7 км від Лондон-Паддінгтон, між Ленглі та Вест-Дрейтон. Станція обслуговує потяги Great Western Railway та Crossrail. Пасажирообіг на 2017/18 — 0.227 млн. осіб.
1 грудня 1924 — відкриття станції у складі Great Western Railway

## Послуги
| Попередня станція | Лінія | Лінія                                         | Лінія | Наступна станція |
| ----------------- | ----- | --------------------------------------------- | ----- | ---------------- |
| Ленглі            |       | Great Western Railway Great Western Main Line |       | Вест-Дрейтон     |
| Ленглі            |       | Crossrail Elizabeth line                      |       | Вест-Дрейтон     |